# Lindemans Aalst
Lindemans Aalst, vormals VC Euphony Asse-Lennik, ist ein belgischer Männer-Volleyballverein aus Aalst in der Provinz Ostflandern, der in der ersten belgischen Liga und in der Champions League bzw. im CEV-Pokal spielt.
Seit den 1980er Jahren war der VC Euphony Asse-Lennik einer der führenden Vereine im belgischen Männervolleyball. Man trat zeitweise auch unter den Sponsornamen Pepe Jeans bzw. Sartorius an. Nach zwei Meisterschaften (1987 und 1988) sowie drei Pokalsiegen (1985, 1992 und 1993) konnte das Spitzenniveau für mehrere Jahre nicht mehr gehalten werden. Seit Anfang der 2000er Jahre trat Asse-Lennik auch regelmäßig im europäischen CEV-Pokal an. Mit zwei dritten Plätzen 2009 und 2010 in der belgischen Meisterschaft sowie zwei Vizemeisterschaften 2011 und 2012 ging es zuletzt wieder steil bergauf. Seit 2011 tritt der VC Euphony Asse-Lennik in der europäischen Champions-League an. 2015 gewann man zum vierten Mal den belgischen Pokal.
2016 wechselte der Verein nach Aalst und nennt sich seitdem Lindemans Aalst.